# Округ Ричмонд (Џорџија)
Округ Ричмонд (енгл. Richmond County) је округ у америчкој савезној држави Џорџија.

## Демографија
По попису из 2010. године број становника је 200.549, што је 774 (0,4%) становника више него 2000. године.
| Група             | 2000.          | 2010.           |
| Белци             | 88.660 (44,4%) | 76.236 (38,0%)  |
| Афроамериканци    | 99.391 (49,8%) | 108.633 (54,2%) |
| Азијати           | 3.000 (1,5%)   | 3.331 (1,7%)    |
| Хиспаноамериканци | 5.545 (2,8%)   | 8.207 (4,1%)    |
| Укупно            | 199.775        | 200.549         |